# Synagoga w Rembertowie
Synagoga w Rembertowie – synagoga, która znajdowała się w Warszawie w dzielnicy Rembertów przy ulicy Gawędziarzy 25. Zburzona w 1999 roku.

## Historia
Synagoga została zbudowana w latach 20. XX wieku. Był to murowany z cegły, nietynkowany i orientowany budynek na planie prostokąta. 
Podczas II wojny światowej Niemcy zdewastowali synagogę. 
Po zakończeniu wojny budynek synagogi przebudowano na potrzeby zakładu rzemieślniczego. Podczas powojennej przebudowy zmieniono przestrzenny układ wnętrz.
W 1999 roku budynek synagogi został zburzony.